# Клане в Сант'Ана ди Стацема
Клането в Сант'Ана ди Стацема (на италиански: Eccido di Sant'Anna di Stazzema) е престъпление срещу цивилното население на село Сант'Ана ди Стацема, Италия през Втората световна война.
На 12 август 1944 г. отстъпващите войници от 2-ри батальон, 35-и СС танково-гренадирски полк от 16-а СС танково-гренадирска дивизия Райхсфюрер-СС, командвани от СС-Хауптщурмфюрер Антон Галер, събират 560 селяни и бежанци – най-вече жени, деца и стари мъже – разстрелват ги и погребват телата.
След клането селото е частично възстановено и стои ѝ днес като мемориал.

## Съд
До 2004 г. никой не е съден за клането. През юли 2004 г. започва съдебен процес във военния съд в Специя срещу десет бивши офицери от СС и командири без офицерски ранг живеещи в Германия. На 22 юни 2005 г. те са обявени за виновни за участие в клането. В отсъствие те са осъдени на доживотен затвор.
- Вернер Брус, 1920 г., бивш СС-Унтершарфюрер
- Алфред Концина, роден 1919 г., бивш СС-Унтершарфюрер
- Людвиг Гьоринг, роден 1923 г., бивш СС-Ротенфюрер
- Карл Гроплер, роден 1923 г., бивш СС-Унтершарфюрер
- Георг Раух, роден 1921 г., бивш СС-Унтершарфюрер
- Хорст Рихтер, роден 1921 г., бивш СС-Унтершарфюрер
- Алфред Шонеберг, роден 1921 г., бивш СС-Унтершарфюрер
- Хайнрих Шендел, роден 1922 г., бивш СС-Унтершарфюрер
- Герард Сомер, роден 1921 г., бивш СС-Унтерщурмфюрер
- Людвиг Хайнрих Сонтах, роден 1924 г., бивш СС-Унтершарфюрер

Има още няколко процеса след 2002 г., всеки от тях засягащ военни престъпления извършени от германците в Италия. На 10 октомври 2006 г. Макс Йозеф Милд е осъден за участието си в клането в Цивитела.